# Déclencheur manuel d'alarme incendie

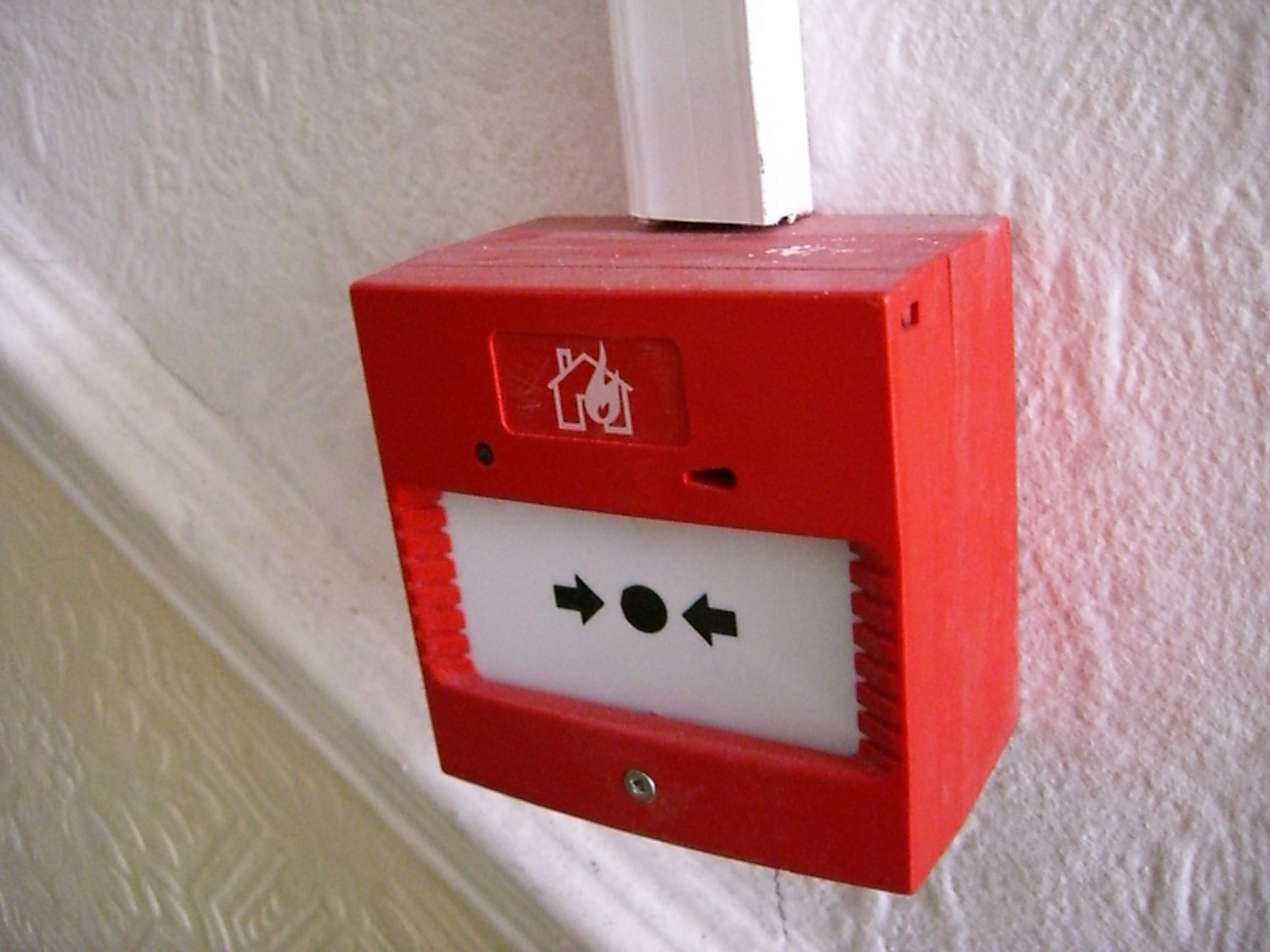
Déclencheur manuel d'alarme

Un déclencheur manuel d'alarme incendie (DM) est un appareil à déclenchement manuel de couleur rouge qui permet de signaler la présence d'un incendie ou d'une fumée anormale. Cet appareil émet une information à destination de l'équipement de contrôle d'un Système de détection incendie (SDI) ou SSI (Système de Sécurité Incendie), d'un centralisateur de mise en sécurité incendie (CMSI) ou d'un Bloc autonome d'alarme sonore (BAAS).

## Norme dans les établissements recevant du public
En droit français, dans les établissements recevant du public (ERP), les déclencheurs manuels doivent respecter un certain nombre de critères :
- Le déclencheur manuel d’alarme est un système de niveau d’accès 0, c’est-à-dire qu’il est accessible à tout public. Son déclenchement n’offre pas de précision sur le lieu et la réalité de l’incendie. En effet, le déclenchement peut être accidentel ou malveillant ou bien une personne peut déclencher une alarme incendie au premier étage pour un feu détecté au second étage. C’est pour cette raison que le déclencheur manuel d'incendie ne doit pas entrainer à lui seul les systèmes de désenfumage[1].

- Ils doivent être disposés dans les circulations, à chaque étage, près des escaliers ou des issues. Ils doivent être placés à 1 300 mm au-dessus du niveau du sol, ne pas être dissimulés par le vantail d’une porte, et ne doivent pas dépasser du mur de plus de 10 cm[2].

- Dans les établissements de type 3, quand le bâtiment possède plusieurs blocs autonomes d’alarme sonore, le déclencheur manuel doit provoquer le fonctionnement de tous les B.A.A.S. (Blocs Autonomes d'Alarme Sonore) du bâtiment.

- Dans les établissements où l'évacuation nécessite des moyens importants (personnes handicapées, nombre élevé de personnes à évacuer[3]), le déclencheur manuel est relié à un système de déclenchement de l’alarme restreinte. Le tableau de signalisation de l’alarme restreinte est situé dans un emplacement non accessible au public, visible du personnel de surveillance. Celui-ci dispose d’un délai (au maximum 5 minutes) lui permettant d’annuler le déclenchement de l’alarme en cas de déclenchement manuel non motivé (déclenchement accidentel ou malveillant)[4].

Les déclencheurs manuels d'alarme incendie sont facilement identifiables sur les plans de sécurité incendie.

Signalisation de présence d’un déclencheur manuel
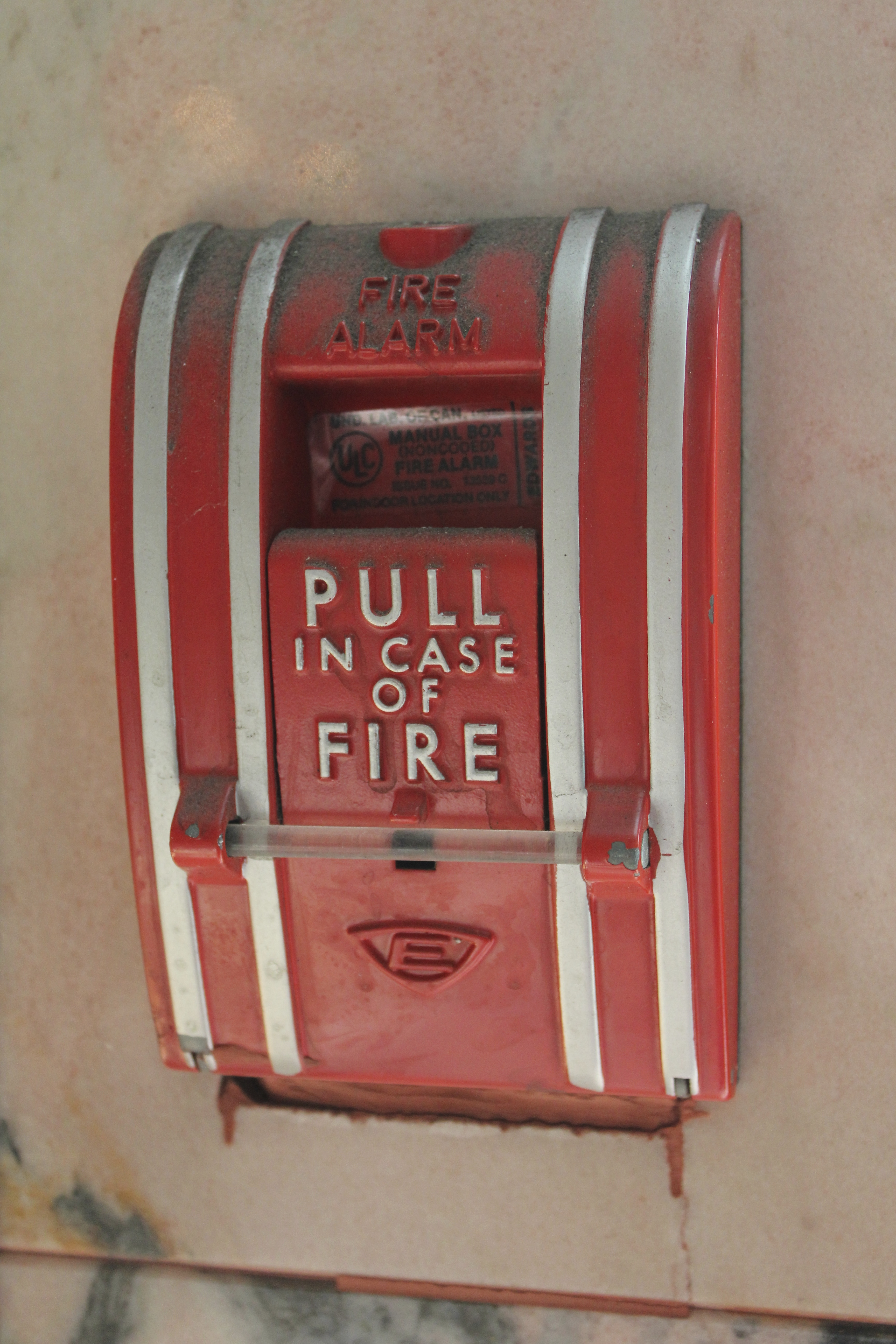
Déclencheur manuel de marque Edwards